# Région HI
Une région HI (lire « H 1 ») est un nuage interstellaire composé d'hydrogène atomique neutre. Ces régions ne sont pas lumineuses mais sont détectables car les atomes présents en faible quantité émettent un rayonnement dans la région à 21 cm (1 420 MHz) du spectre radio, même à basse température. Sur les fronts d'ionisation, où les régions HI heurtent le gaz ionisé en expansion (comme une région HII), ce dernier brille plus intensément que normalement. Le degré d'ionisation d'une région HI est très faible, de l'ordre de 10-4 (c'est-à-dire un atome sur 10 000).
Cartographier les émissions HI avec un radiotélescope est une technique utilisée pour déterminer la structure des galaxies spirales. Elle est aussi utilisée pour cartographier les interactions gravitationnelles entre les galaxies. Quand deux galaxies entrent en collision, la matière est arrachée sous forme de filaments, permettant aux astronomes de savoir comment les galaxies se déplacent.